# Tattva
Tattva is Sanskriet voor datheid, principe, realiteit of waarheid. Volgens verschillende Indiase filosofische scholen is een tattva een element of realiteit dat een aspect is van een godheid. De elementen zijn hier aarde (prithivi), water (jala), vuur (tejas), lucht (vayu) en ether (akasa), waaruit elk mens naar verluidt bestaat. De vijf grove elementen (mahabhuta's) zijn doordrongen door de subtiele elementen (tanmatra's). Deze elementen komen en gaan voortdurend, volgens de circadiaanse ritmes in ons lichaam.
Hoewel het aantal tattva's per filosofische school verschilt, worden ze algemeen aanvaard als basis van al onze ervaring. Samkhya gebruikt een systeem van 25 tattvas, terwijl Shaivisme 36 tattvas erkent. In Puranische en Vaishnavische literatuur wordt tattva vaak gebruikt om een verschil te maken tussen verschillende energieën, zoals:
- Vishnu-tattva - een soort van incarnatie of uitbreiding van Vishnoe.
- Jiva-tattva - de levende zielen (jivas).
- Mahat-tattva - het totaal aan stoffelijke energie (prakrti).